# Arthur Edwin Hill
Arthur Edwin Hill (* 9. Januar 1888 in Birmingham; † 5. Juni 1966 in Horsham) war ein britischer Wasserballspieler.
Zusammen mit Charles Sydney Smith, George Cornet, George Wilkinson, Charles Bugbee, Paul Radmilovic und Isaac Bentham nahm er an den Olympischen Spielen 1912 in Stockholm teil und konnte die Goldmedaille gewinnen. In Stockholm gewann man die Spiele in der Finalrunde mit 8:0 gegen Österreich und 6:3 gegen Schweden, die letztendlich Zweiter wurden. Während des Turniers warf Hill drei Tore.
Außerdem nahm er an den Olympischen Spielen 1924 in Paris nochmals teil, schied aber mit einem 6:7 nach drei Verlängerungen gegen Ungarn bereits in der ersten Runde aus.